# Malena Burke
Malena Burke (La Habana, 15 de septiembre de 1958) es una cantante cubana. Hija de la extraordinaria cantante cubana Elena Burke, la “Señora Sentimiento”, y madre de la cantante Lena Burke. 

## Biografía
Estudia música desde los 8 años en diferentes escuelas de arte de La Habana (violín, guitarra y escritura musical). Se gradúa en el Conservatorio Amadeo Roldan y comienza su carrera artística como profesional en ocasión de celebrarse el 50 aniversario del Salon Parisien del Hotel Nacional junto a su madre.
Un año después, el destacado director artístico del Cabaret Tropicana, Joaquín M. Condal, invita a Malena a formar parte de esta compañía, con la que permanece por un período de cinco años como figura principal, y con la cual realiza varias giras internacionales. 
Malena decide dejar Tropicana y presentarse en vivo en varios lugares del país. Hace radio, TV y teatro con las más destacadas orquestas de Cuba, como Aragón, Jorrin, Roberto Faz, Riverside, Adalberto Álvarez y su Son, NG La Banda, y  otras. 
Malena forma entonces su propia agrupación y comienza a dar conciertos en algunos teatros de la capital y el interior del país, y vuelve a los centros nocturnos (Salón Rojo y Cabaret del Hotel Capri, Copa Room del Hotel Riviera, Caribe del Hotel Habana Libre, y Parisien del Hotel Nacional).
Con motivo del 50 aniversario del Cabaret Tropicana, el director artístico del mismo, el desaparecido Amaury Pérez, llama a Malena para que sea la artista invitada, y allí permanece por espacio de seis meses. En diciembre de 1991, Verónica Castro graba en Cuba “La Movida”, y Malena es una de sus artistas invitadas. 
La Empresa de Grabaciones y Ediciones Musicales (EGREM) la incluye entre sus planes de grabación. Malena logra establecer un sólido empaste con el Grupo NG La Banda al realizar su primer CD (disco compacto) recreando con sonoridad actual éxitos de décadas anteriores como “Chencha la Gambá”, “Bruca Maniguá”,”, Longina”  y otros. Este CD se ha vendido en Japón, Venezuela, México, República Dominicana, Canadá e Inglaterra con mucho éxito. 
En 1993, durante una gira que incluía Venezuela, en compañía del afamado guitarrista cubano Martin Rojas, Malena decide abandonar Cuba, radicándose en ese país, y actuando en los más prestigiosos centros nocturnos, teatros, programas de radio y televisión del país, trabajando y compartiendo con algunos de los más destacados músicos venezolanos. 
En 1995 Malena fija su residencia en Miami, luego de cumplir un contrato de año y medio en un conocido centro nocturno de la ciudad. Desde entonces, Malena ha estado presentándose ininterrumpidamente en algunos de los mejores centros nocturnos, teatros y eventos en Miami y ciudades adyacentes. También se ha presentado en Nueva York, Nueva Jersey, Los Ángeles y San Juan. En el año 2000 participó en el Miss Venezuela. Ha compartido con grandes figuras de la música como Arturo Sandoval, Paquito D’ Rivera, Luis Enrique, Francisco Céspedes, Estela Raval, Oscar D‘ León, René Touzet, Sonia Silvestre, Gilberto Santarosa, Aldemaro Romero, Estelita del Llano, María Teresa Chacín, Lucrecia,  Juan Pablo Torres y Meme Solís, entre otros. En noviembre del 2012 se presentó como invitada del grupo Tiempo Libre y la Orquesta Sinfónica de Canadá en el National Arts Centre, en Ottawa, por tres días consecutivos.
Malena ha grabado tres CD junto a su madre: “Cuba on Fire“, “Las Burke” y “Elena y Malena Burke“, en Cuba, producción de la EGREM. Además “Salseando”, con NG La Banda.  En 1996 graba en Miami el CD “Super Cuban All Stars”,  producción de RMM Records, y “Malena Burke”, y en 1998 realiza, junto a Meme Solís y Luis García, la producción “A Solas Contigo”, vol. I y II. Ha grabado además los CD “Bolero Jazz: Misty”, “Contigo en la Distancia” y “Malena Total”. Recientemente grabó “Quizás, Quizás, Quizás” en el CD “10 de Cuba por Colombia”, y cuatro temas en los volúmenes 1 y 2 de “Clásicos de la Música Cubana de Eliseo Grenet".
Su hija Lena es también una reconocida cantante, pianista y compositora.

## Premios obtenidos
- Festival de la Canción Cubana “Adolfo Guzmán “, 2.º premio de interpretación y 3.º por canción.
- Festival Benny More, 1.er premio de interpretación.
- Festival del Cha-cha-cha, Gran Premio, 1.er premio de interpretación y Premio de la Popularidad.
- Carnaval de La Habana y Carnaval de Cienfuegos 1989,  Cantante más popular y 1.er premio de interpretación.
- Festival OTI ‘91 de la Canción Cubana, 2.º premio de interpretación.
- Premio de la ACCA, Miami 1995 y 1996, Artista sobresaliente del año.
- Premio ACRIN, Orden Rita Montaner, Miami 1997.
- Estrella en el Parque Celia Cruz, Union City, New Jersey, 2007.
- Premios Garza 2009, Imagen Nocturna del Miami Bohemio.
- Proclamas del Día de Malena Burke en Miami, Coral Gables y Hialeah (17 de abril).

## Países visitados
Argentina:
Stadium Super Domo en la ciudad de Mar del Plata. Radio y televisión. Gira de dos meses. 
Perú:
Se presenta por espacio de un mes y medio en Lima. 
México:
Cinco viajes en distintas fechas, en los cuales recorre más de 35 ciudades, actuando en radio, TV, teatro y centros nocturnos. 
Programa de televisión Sabadázo, en Televisa, 2014.
Universidad Autóonoma de Nuevo León, Monterrey. Junto a Rodrigo de la Cadena, 2014.
Puerto Rico:
Super Cuban All Stars. Anfiteatro Luis Muñoz Marin, San Juan. 
Festival del Bolero de Carolina, 2016
Venezuela:
Miss Venezuela 2000. Poliedro de Caracas. 
35 años de Joaquín Riviera en Venevisión, 2004.
Europa:
Gira de siete meses por las pnincipales ciudades italianas como Roma, Milán, Bolonia, San Remo, Florencia y Nápoles. 
Actúa en el programa estelar de Rafaela Carrá en la TV italiana. 
Presentaciones en el Friedstat Palat de Alemania. 
Gira por Bonn, Hamburgo y Essen. 
Presentaciones en Holanda, Austria y Checoslovaquia. 
Carnaval de Invierno en Finlandia con la orquesta NG La Banda. 
República Dominicana:
Gala en homenaje al Maestro Rene Touzet en el Teatro Nacional, y Boleros para el Presidente, en el Palacio Nacional.
Colombia:
Festival de Boleros de Riohacha.
España:
Gala del Valladolid Latino en el Monasterio de San Benito, y recientemente gira por Madrid y Santander.
Canadá:
National Arts Centre, Otawa.
Panamá
Canal de Televisión Telemetro.
- Datos: Q6743079